# High-content screening

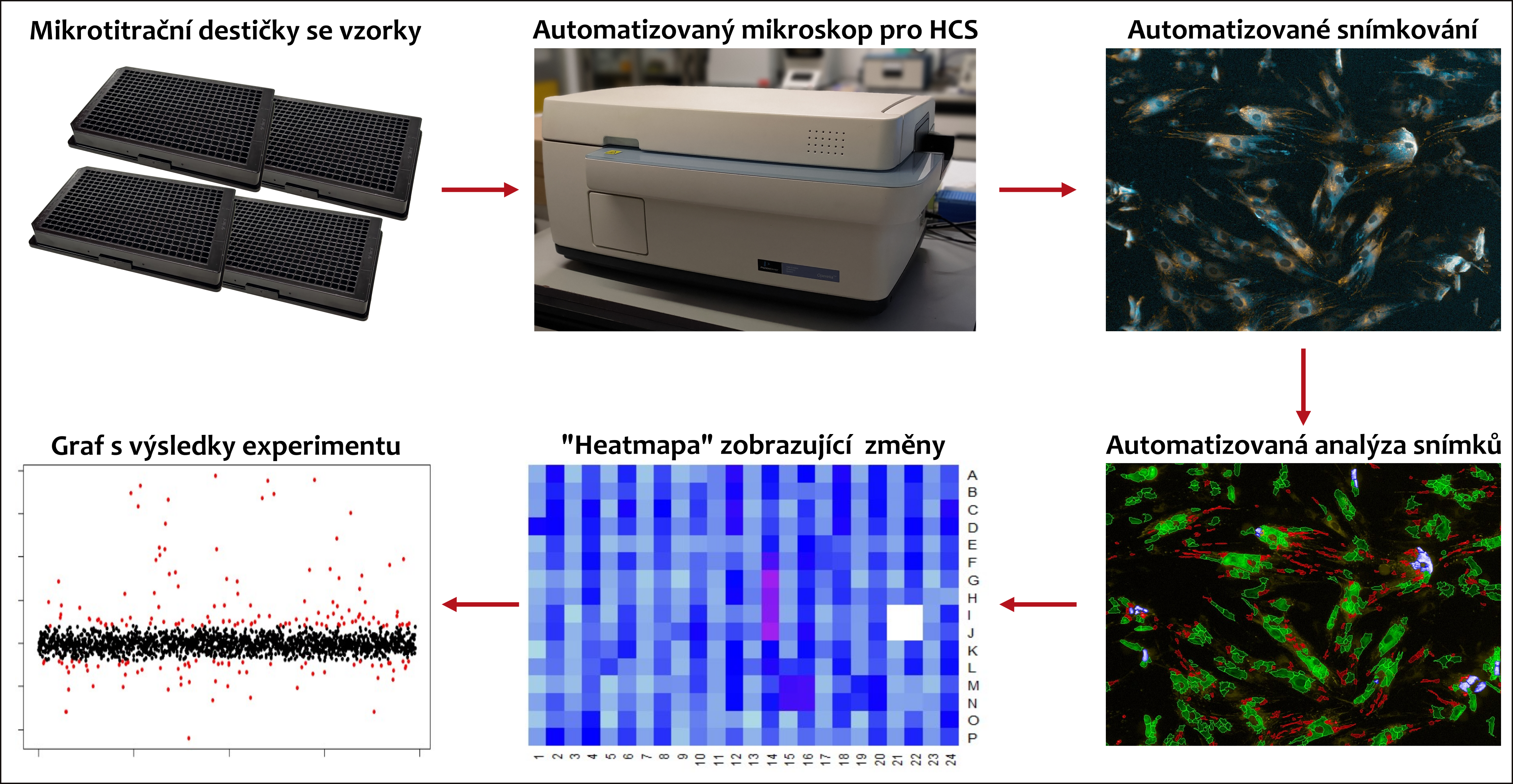
Schéma high-content screeningu. Pomocí automatizovaného mikroskopu se nejprve získají snímky (tedy obrazová data) a ty jsou analyzovány pomocí automatizované kvantitativní analýzy

High-content screening (HCS), často také high-content analýza (HCA), je pokročilý přístup v buněčné biologii, který kombinuje automatizované získávání dat s jejich následnou high-throughput kvantitativní analýzou. Tento přístup je vhodný zejména pro velkoobjemové aplikace, jako je např. systémová biologie či objevování léčiv, neboť umožňuje identifikaci látek (ve velkém objemu), které mění fenotyp buňky požadovaným způsobem. HCS je tedy typem fenotypového screeningu prováděného na buňkách, jenž zahrnuje analýzu celých buněk se současným měřením několika parametrů. HCS sice souvisí s high-throughput screeningem (HTS), ve kterém je velké množství látek (tisíce a více) paralelně testováno na svou aktivitu v biologických testech, avšak HCS využívá testy složitějších buněčných fenotypů. Fenotypové změny tak často zahrnují změny v morfologii (vizuálním vzhledu) buňky či jejich částí nebo změny v produkci buněčných proteinů. Z tohoto důvodu HCA typicky zahrnuje automatizovanou mikroskopii a následnou kvantitativní analýzu obrazu. Během experimentu jsou buňky nejprve vystaveny účinku různých sloučenin nebo RNAi a případné změny v morfologii buněk jsou pak detekovány pomocí mikroskopie a analýzy obrazu. Změny v množství proteinů syntetizovaných buňkami se měří pomocí různých technik, jako jsou zelené fluorescenční proteiny fúzované s endogenními proteiny nebo pomocí fluorescenčních protilátek.

## Obecný princip
High-content screening (HCS) využívá živé buňky jako nástroje biologického výzkumu k objasnění fungování fyziologie a patofyziologie buněk. Zároveň se HCS používá k objevování (či optimalizaci) nových kandidátů na léčivo. HCS je kombinací moderní buněčné biologie se všemi jejími molekulárními nástroji, s automatizovanou mikroskopií s vysokým rozlišením, případně i robotickou manipulací. Na buněčné úrovni je hlavní výhodou této metody paralelní získávání dat o různých vlastnostech buněk, například aktivitě signálních transdukčních kaskád a integritě cytoskeletu ve srovnání s rychlejším, ale méně podrobným high-throughput screeningem. Zatímco HCS je pomalejší, množství získaných dat umožňuje hlubší pochopení účinků léků.
Automatizovaný screening využívající kvantitativní analýzu obrazu umožňuje identifikaci malých sloučenin měnících buněčné fenotypy. Hodí se k objevování nových léčiv a nových nástrojů buněčné biologie pro modifikaci buněčných funkcí. Výběr molekul na základě fenotypu typu nevyžaduje předchozí znalost biochemických cílů, které jsou sloučeninami ovlivněny. Identifikace biologického cíle však výrazně usnadní následnou preklinickou optimalizaci a klinický vývoj dané sloučeniny. Díky rostoucímu používání fenotypového screeningu jako nástroje buněčné biologie roste i potřeba takových metod, které umožňují systematickou biochemickou identifikaci cíle, která často představuje krok omezující rychlost v HCS. K tomuto se často používají metody chemoproteomiky, která zkoumá interakce mezi malými molekulami a proteiny a charakterizuje interaktom kandidátních molekul na léčiva.
Během HCS jsou buňky nejprve inkubovány s testovanými látkami. Poté jsou analyzovány buď celé buňky, nebo jejich části (organely, struktury, apod.). Nejběžnější analýza zahrnuje značení proteinů fluorescenčními značkami, přičemž požadované změny v buněčném fenotypu se měří pomocí automatizované analýzy obrazu. Pokud se použijí fluorofory s různými absorpčními a emisními maximy, je možné měřit několik různých buněčných komponent paralelně. Kromě toho je zobrazování schopno detekovat změny na subcelulární úrovni (např. cytoplazma vs. jádro vs. jiné organely). Díky tomu je možné shromáždit pro jednu buňku velké množství dat.

## Instrumentace

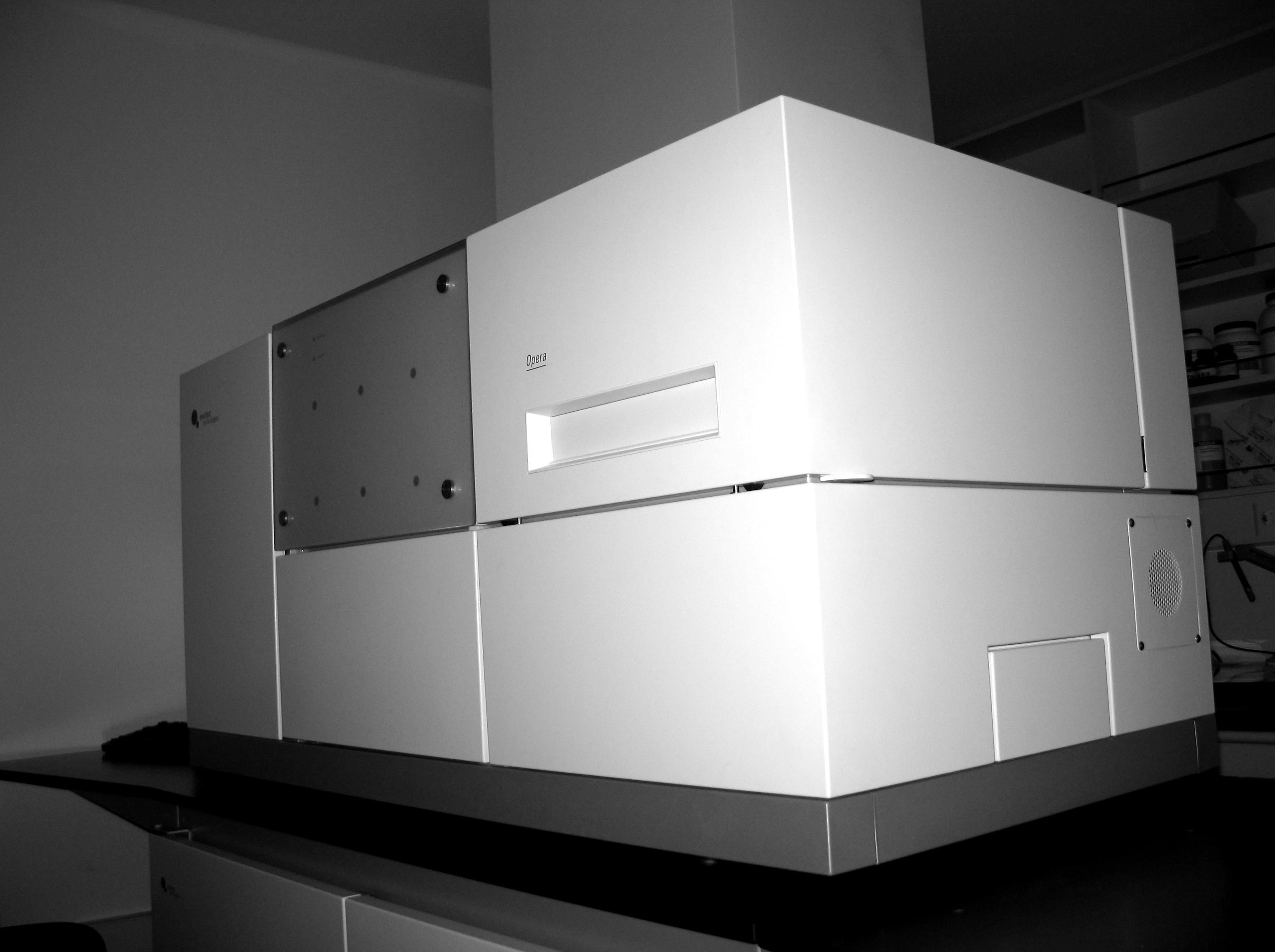
Automatická čtečka konfokálních obrázků

### Přístrojové vybavení
Technologie screeningu s vysokým obsahem je založena hlavně na automatizované digitální mikroskopii a průtokové cytometrii v kombinaci s IT systémy pro analýzu a ukládání dat. Technologie „high-content“ neboli vizuální biologie má dva účely: za prvé získat prostorově nebo časově rozlišené informace o události a za druhé událost automaticky kvantifikovat. Prostorově rozlišené přístroje jsou typicky automatizované mikroskopy a časové rozlišení ve většině případů stále vyžaduje nějakou formu fluorescenčního měření. To znamená, že HCS většinou využívá fluorescenční mikroskopy ke získání obrazových dat, která jsou poté vyhodnocována pomocí (automatizované) analýzy obrazu. Tato kombinace zajišťuje všechny kroky při pořizování fluorescenčních snímků buněk a poskytuje rychlé, automatizované a nestranné hodnocení experimentů.

Přístroje HCS dostupné na trhu se liší řadou specifik, která ovlivňují univerzálnost přístrojů a cenu. Patří mezi ně rychlost, přítomnost komory k práci s živými buňkami (zahrnuje kontrolu teploty a CO2; některé mají také kontrolu vlhkosti pro dlouhodobé zobrazování živých buněk), vestavěný pipetor nebo injektor k rychlým kinetickým testům a další režimy zobrazování, jako jsou konfokální měření, světelná mikroskopie, měření fázového kontrastu či FRET. Jedním z nejvýraznějších rozdílů je, zda jsou nástroje optické konfokální, nebo ne. Konfokální mikroskopie snímá tenké řezy objektem (z roviny zaostření) a zároveň blokuje světlo, které přichází z vnějšku tohoto řezu (mimo rovinu zaostření). Konfokální zobrazování umožňuje vyšší obrazový signál k šumu a vyšší rozlišení než běžněji používaná epifluorescenční mikroskopie. V závislosti na přístroji je konfokality dosaženo pomocí laserového skenování, jediného rotujícího disku s dírkami nebo štěrbinami, dvojitého rotujícího disku nebo virtuální štěrbiny. Mezi těmito různými konfokálními technikami existují kompromisy v citlivosti, rozlišení, rychlosti, složitosti přístroje a ceně. Všechny přístroje mají schopnost automaticky pořizovat, ukládat a interpretovat snímky a integrovat je do velkých robotických platforem. 

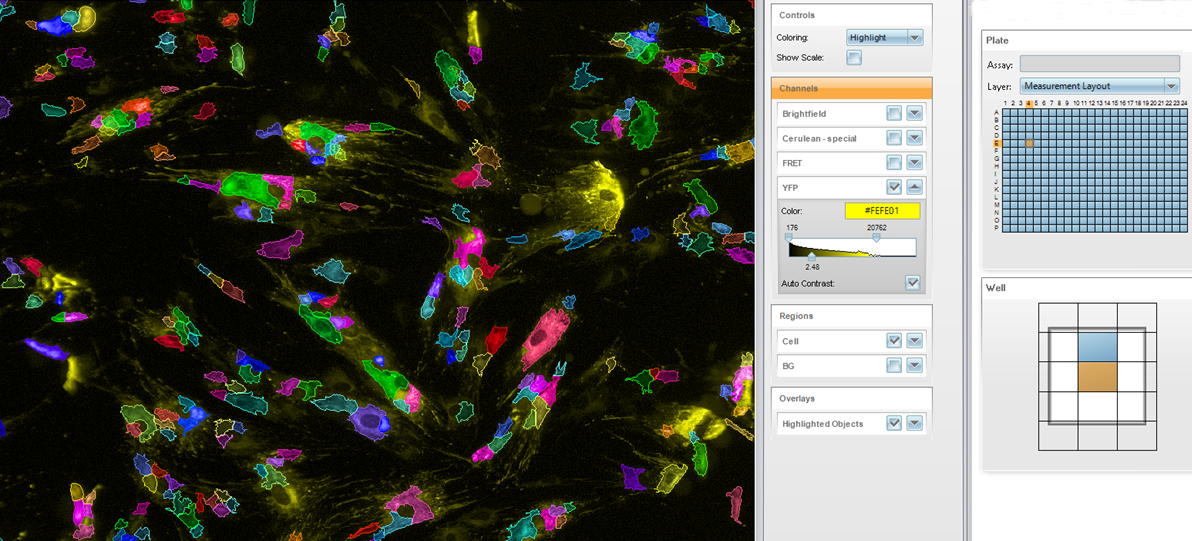
Zpracovat a vyhodnotit data získaná pomocí HCS umožňuje software pro automatickou analýzu obrazu

### Software
Data získaná pomocí HCS jsou analyzována pomocí softwaru k analýze obrazu, který je většinou součástí přístroje. Softwarové alternativy třetích stran se často používají pro zvláště náročné projekty nebo tam, kde má laboratoř nebo instituce více přístrojů a chce standardizovat své výsledky na jedinou analytickou platformu. Některý přístrojový software umožňuje hromadný import a export obrázků a dat pro uživatele, který chce provádět standardizaci na jediné analytické platformě bez použití softwaru třetích stran.
Obecný postup při analýze většinou sestává z korekce získaných obrázků, z následující segmentace buněčných komponent a poté extrakce daného parametru (charakterizujícího určitou buněčnou komponentu), přičemž nejčastěji se využívají snímky získané světelnou či fluorescenční mikroskopií. Tyto parametry je možné roztřídíit do několika kategorií: (1) průměrná intenzita florescence (případně mediánová či maximální); (2) morfologické znaky (velikost buňky, plocha buňky, délka buňky, kulatost buňky); (3) okolní prostředí (vzdálenost od sousedních buněk, resp. buněčných komponent).

## Aplikace
HCS umožňuje provádět velká množství experimentů, což umožňuje explorativní screening. Systémy založené na buňkách se používají hlavně v chemické genetice, kde se systematicky testují velké a různorodé knihovny malých molekul na jejich účinek na buněčné modelové systémy. Nové léčiva lze nalézt pomocí screeningu s desítkami tisíc molekul, což je příslibem pro budoucnost vývoje léků. Kromě objevování léčiv je chemická genetika zaměřena na funkcionalizaci genomu identifikací malých molekul, které působí na většinu z 21 000 genových produktů v buňce.
Dále se technologie používá v kombinaci s RNAi k identifikaci sad genů zapojených do specifických mechanismů, například buněčného dělení. Zde mohou být knihovny RNAi, pokrývající celou sadu předpokládaných genů uvnitř genomu cílového organismu, použity k identifikaci relevantních podmnožin, což usnadňuje anotaci genů, pro které nebyla předem stanovena jasná role. Velké datové soubory produkované automatizovanou buněčnou biologií obsahují prostorově rozlišená kvantitativní data, která lze použít k vytváření modelů na systémové úrovni a simulací toho, jak buňky a organismy fungují.

## Vliv HCS na nezkreslenost
HCS umožňuje nezkreslené hodnocení mnoha biochemických a morfologických parametrů v intaktních biologických systémech. Automatizace a objektivní analýza výsledků mohou zlepšit experimentování a porozumění nemoci, jelikož odstraňují vliv výzkumníka při rozhodování během experimentu a zároveň umožňují nové přístupy bádání.
Klasická buněčná biologie 20. století používala buněčné linie pěstované v kultuře, kde byly experimenty měřeny analogicky s HCS, avšak s rozdílem, že výzkumník se sám rozhodoval, co a jak se měří. Na počátku 90. let 20. století vývoj CCD kamer umožnil kvantitativní analýzu snímků buněk – například kolik bílkovin je v jádře a kolik je mimo jádro. Brzy následovala sofistikovaná měření s použitím nových fluorescenčních molekul, které se používají k měření vlastností buněk, jako jsou koncentrace druhéch poslů nebo pH vnitřních buněčných kompartmentů. Široké použití zeleného fluorescenčního proteinu pak urychlilo trend směrem k zobrazování buněk jako hlavní technologii v buněčné biologii. Navzdory těmto pokrokům to byl vždy výzkumník, který vybíral, kterou buňku zobrazit a která data prezentovat a jak je analyzovat. Nástup HCS tuto „neobjektivitu“ eliminuje, neboť umožňuje nasnímat (změřit) všechny buňky (vzorky) a kvantitativně analyzovat veškerá naměřená data jednotným způsobem.